# 자동차 도난

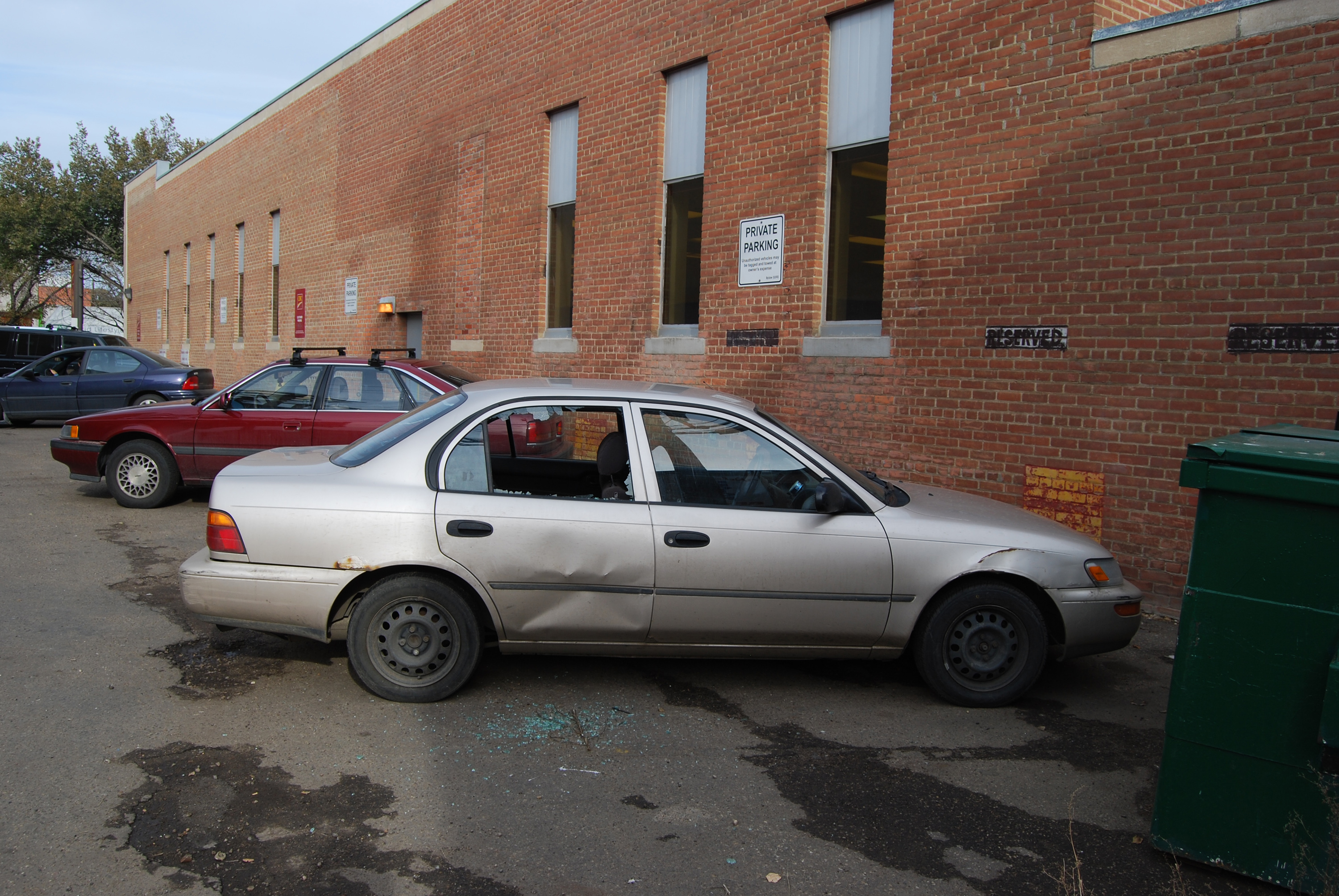
창문 하나가 부서지고 차문이 찌그러진 자동차

자동차 도난 또는 차량 절도 (미국에서는 그랜드 테프트 오토라고도 함)는 자동차를 훔치거나 훔치려는 범죄 행위이다.
2020년에는 미국에서 810,400대의 차량이 도난당했다고 보고되었으며, 이는 2019년의 724,872대보다 증가한 수치이다. 2020년 자동차 도난으로 인한 재산 손실은 74억 달러로 추정된다. 유럽 연합 (EU)에서는 2019년에 505,100건의 자동차 도난이 발생했으며, 이는 2008년에 비해 43% 감소한 수치이다.

## 방법

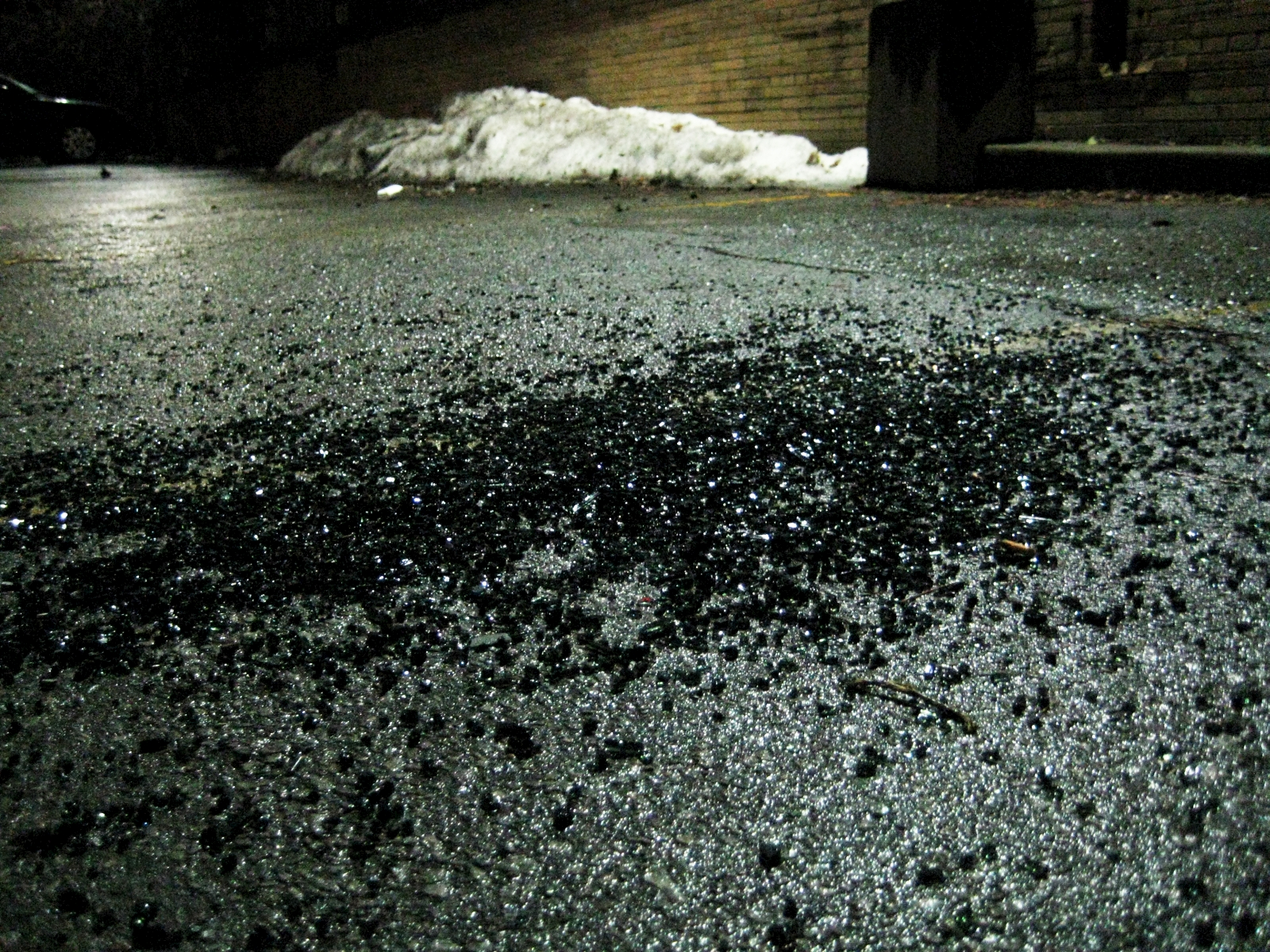
주차된 차가 도난당한 후 깨진 창문 유리 파편

범죄자들이 자동차를 훔치는 데 사용하는 몇 가지 방법:
- 열쇠 없이 방치된 차량 절도: 파괴적인 침입에 이어 무단 시동 또는 차량 시동을 위한 기타 조작 방법, 또는 견인을 통해 주차된 차량을 제거하는 행위. 런던 경찰은 연간 2만 건의 자동차 절도 중 50%가 온라인에서 구할 수 있는 첨단 OBD (온보드 진단 포트) 키 복제 키트와 이모빌라이저 시뮬레이터를 통해 이루어진다고 밝혔다.
- 소유자 동의 없이 사용하기 (TWOC): 절도에 이르지 않는 차량의 무단 사용. 이 용어는 영국에서 사용되며, 파생어 "twocking"도 마찬가지이다.
- 기회 범죄: 열쇠가 보이고 때로는 엔진이 공회전 중인 상태로 방치된 차량을 훔치거나, 도둑이 시운전이라고 주장하는 동안 판매용으로 내놓은 차량을 훔치는 행위. "시운전"은 잠재적 도둑에게 차량 열쇠가 보관된 위치에 대한 통찰력을 제공하여 도둑이 나중에 돌아와 차량을 훔칠 수 있게 할 수도 있다.
- 카재킹: 차량 소유자 또는 운전자에게 폭력 또는 폭력 위협을 가하여 차량을 탈취하는 행위. 대부분의 지역에서 이는 가장 심각한 형태의 차량 절도이다. 왜냐하면 폭행죄도 발생하고 차량을 탈취하는 방법이 본질적으로 강도, 즉 더 심각한 형태의 절도이기 때문이다. 일부 카재킹에서는 도둑이 운전하는 동안 운전자와 승객이 차량에서 강제로 쫓겨난다. 다른 사건에서는 운전자 및 승객이 차량에 볼모로 잡힌다. 또 다른 경우에는, 덜 흔하지만, 가해자가 합법적인 운전자에게 승객으로 탑승하여 가해자의 요구에 따라 운전하도록 강요한다.[3]
- 사기 절도: 판매자가 결국 받지 못할 사기성 자금 이체(예: 신원 도용 또는 자기앞 수표 위조)를 통해 또는 허위 명목으로 얻은 대출을 통해 판매자로부터 차량을 불법적으로 취득하는 행위. 사기를 통해 도난당한 많은 차량은 도둑에 의해 곧 재판매된다. 이 접근 방식을 사용하면 도둑은 조용히 발각을 피하고 다른 관할 구역에서 계속 차량을 훔칠 수 있다. 렌터카 회사와 자동차 딜러십도 사기꾼에게 속아 위조 신분증, 수표, 신용 카드를 사용하여 자동차를 임대, 판매, 대출 또는 리스해 주기도 한다. 이는 추적 장치가 덜 효과적인 국경 근처에서 흔히 발생하는 일이다. 왜냐하면 피해자가 차량이 신속하게 반출되는 국가에서 관할권을 행사할 수 없기 때문이다.
- 서리: 겨울에 발생하는 것으로, 주인이 성에를 제거하는 동안 엔진이 돌아가는 차량을 기회주의적인 도둑이 훔치는 행위를 말한다. 이 용어는 영국에 특정한 것이지만, 예비 키를 사용하여 차량의 엔진을 켜고 실내를 따뜻하게 유지하면서 주인이 원격 잠금 장치로 문을 열기 위해 상점이나 집으로 들어가는 추운 나라에서는 흔히 발생한다. 하지만 차량은 단순히 잠기지 않은 상태로 방치되는 경우가 많다.
- "하노이 절도": 주택 강도 중에 차량을 훔치는 행위로, 종종 자동차 열쇠를 얻기 위한 명시적인 목적으로 이루어진다.[4] 이 방법의 첫 번째 경찰 작전에서 이름이 유래되었다.[4]
- 기쁨 운전: 도난당한 차량, 주로 자동차를 타고 단순히 즐거움이나 스릴을 위해 운전하거나 탑승하는 것을 의미한다.
- 키리스 시스템 절도: 키리스 엔트리 기능이 있는 차량의 도난 위험이 높다. 이러한 차량은 키가 차량에서 특정 거리에 위치하는 한 소유자가 잠금 해제를 위해 버튼을 누를 필요조차 없는 차량이다. 이론적으로 운전자가 멀리 떨어지면 키의 신호가 더 이상 차량에 도달하지 않아 차량 잠금 해제가 불가능하다. 자동차 도둑은 간단한 신호 증폭기의 도움을 받아 소유자의 키 신호를 확장하거나 키의 RF 신호를 복제한다. 그런 다음 그들은 문을 열고 시동 버튼을 누른 다음 눈에 띄지 않게 운전하여 도망간다. 차량 경보가 울리지 않고 차량 도난에 대한 눈에 띄는 손상이나 발자국 외에 증거가 남지 않는다.[5]

## 자동차 절도 도구 및 장비
- 창문 바닥의 도어 내부 공간에 삽입하여 내부 잠금 메커니즘이나 연결 장치를 조작하는 얇은 금속 스트랩 또는 막대. 유명한 도구로는 "슬림 짐"이 있다.
- 도어와 프레임 사이 또는 열린 창문을 통해 삽입하여 차량 내부에서 도어 핸들 또는 잠금 장치를 조작할 수 있는 끝이 갈고리 모양인 긴 막대. (전문적으로 사용되는 주요 기술)
- 깨진 세라믹 조각, 종종 점화 플러그 절연체에서 나온 것으로, 자동차 문 창문에 던져 조용히 깨뜨리는 데 사용된다.
- 특수하게 절단되거나 갈린 자동차 열쇠, 수많은 시험용 열쇠, 지글러 및 기타 해정술 도구.
- 슬라이드 해머 풀러는 실린더 코어를 강제로 제거하여 도어 잠금 장치, 스티어링 휠 잠금 장치 및 점화 스위치 잠금 장치를 파괴한다.
- 멀티미터 또는 전기 기술자 테스트 램프는 전원 공급 장치를 찾아 경보를 비활성화하고 차량을 점프 스타트하는 데 사용된다.
- 예비 전선 및 스크루드라이버를 사용하여 전원 공급 장치를 점화 및 시동 전선에 연결한다.
- 노트북 또는 태블릿, 라디오 안테나, 케이블, 배터리 팩 및 기타 수제처럼 보이는 수정된 컴퓨터 부품을 포함할 수 있는 특이한 전자 장비.
- 많은 키리스 점화/잠금 차량은 잠금 해제 라디오 신호의 암호화 보호가 취약하거나[6][7] 어떤 형태의 녹음 및 재생 또는 범위 확장 공격에 취약하다. 학술 연구자들이 RFID 마이크로리더와 같은 상업적으로 이용 가능한 도구를 사용하여 최고급 럭셔리 카의 개념 증명 "절도"를 시연했지만, 이러한 방법을 사용한 실제 자동차 절도 사례는 그리 많지 않다.[8]
- 창문을 깨는 데 사용되는 총기, 칼 또는 기타 무기.
- OBD 키 복제 키트.

## 가장 자주 도난당하는 차량

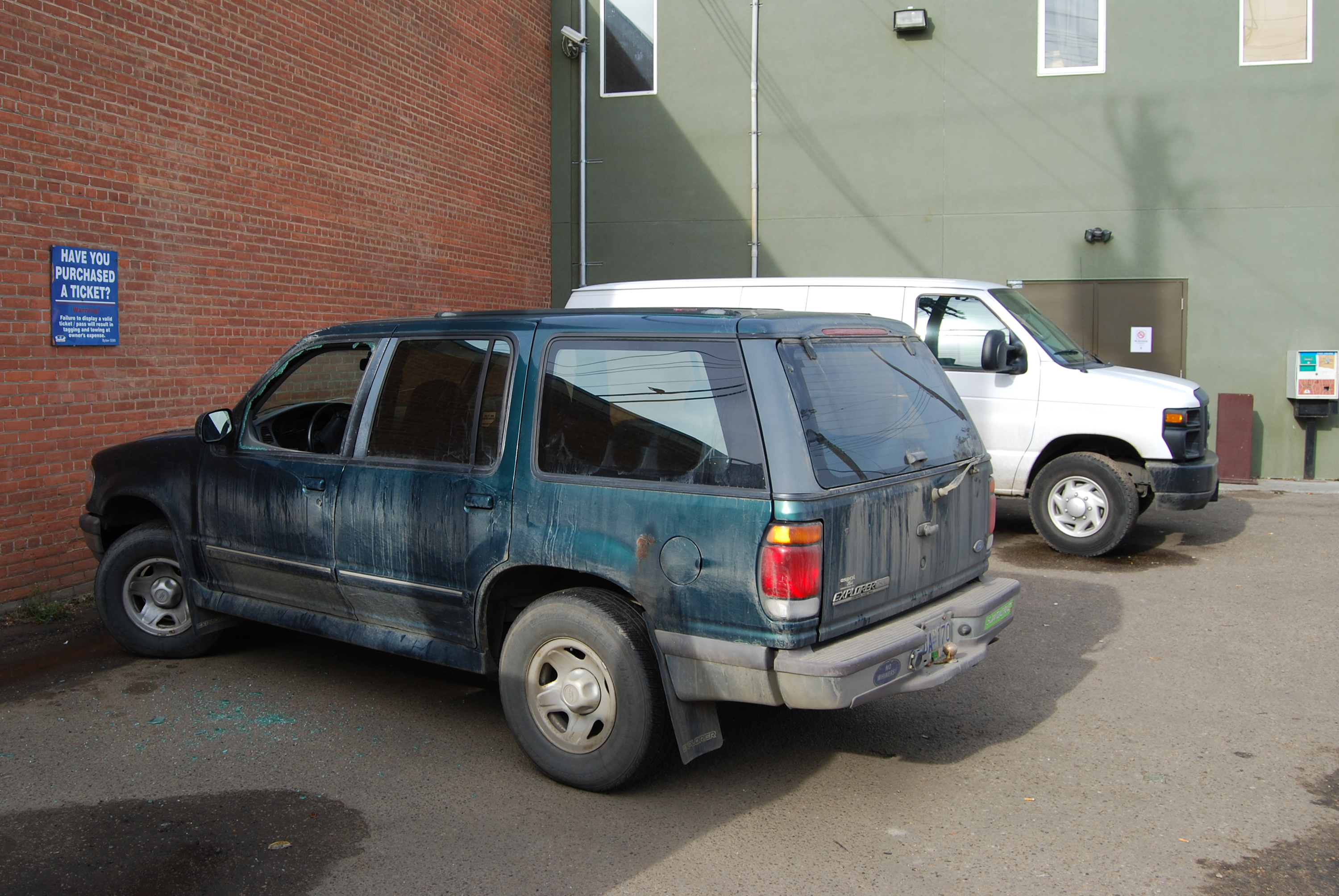
창문이 부서진 포드 익스플로러

가장 자주 도난당하는 차량의 제조사와 모델은 지역 및 도난 용이성을 포함한 여러 요인에 따라 달라진다. 특히, 오래된 차량의 보안 시스템은 현재 차량과 동일한 수준이 아닐 수 있으며, 도둑은 또한 그들의 약점을 파악하는 데 더 오랜 시간을 들일 수 있다. 고철 및 예비 부품 가격 또한 도둑이 오래된 차량을 선호하는 데 영향을 미칠 수 있다.
태국 방콕에서 가장 자주 도난당하는 차량은 도요타 자동차, 토요타 하이럭스 및 이스즈 D-Max 픽업트럭이다.
말레이시아에서는 프로톤 모델이 가장 자주 도난당하는 차량이며, 프로톤 위라가 가장 높고, 그 다음으로 프로톤 와자와 프로톤 페르다나가 뒤를 잇는다.
인도네시아에서는 MPV와 같은 현지 생산 차량인 토요타 아반자, 다이하츠 제니아 및 스즈키 에르티가가 가장 흔하게 도난당하는 차량이다.
영국에서는 메르세데스-벤츠 C 클래스가 2018년에 가장 많이 도난당한 차량이었고, 그 뒤를 BMW X5가 이었다. 경찰은 키리스 엔트리 기술을 탑재한 차량이 증가하는 것이 도난 차량 수 증가의 한 원인이라고 밝혔다.
미국과 오스트레일리아에서는 USB 케이블이 자동차 열쇠를 대체할 수 있는 설계 결함으로 인해 2022년에 영향을 받는 기아 및 현대자동차 차량의 절도가 급증했다.
닷지 챌린저와 닷지 차저 (2005)는 미국에서 가장 많이 도난당하는 차량으로 꼽히며, 특히 헬켓 엔진을 장착한 모델이 그렇다.
2024년 LAPD는 쉐보레 카마로 도난이 1,000% 이상 증가했다고 발표했다.

## 예방
차량 도난 가능성을 줄이는 다양한 예방 방법이 있다. 여기에는 차량 절도를 더 어렵게 만드는 물리적 장벽이 포함된다. 이러한 방법 중 일부는 다음과 같다.
- 바퀴, 스티어링 휠 또는 브레이크 페달과 같이 차량 작동에 필요한 부분을 잠그는 데 사용되는 장치. 이러한 종류의 일반적으로 사용되는 장치는 스티어링 휠 잠금 장치 (크룩 잠금 장치 또는 클럽 잠금 장치라고도 함)이다.
- 이모빌라이저는 올바른 칩이 포함된 열쇠가 점화 장치에 있을 경우에만 차량 시동을 허용한다. 이들은 스티어링 휠을 잠그고 점화 장치를 비활성화함으로써 작동한다.
- 숨겨진 킬 스위치는 점화 코일, 연료 펌프 또는 기타 시스템으로의 전류를 차단하여 도둑을 좌절시키거나 속도를 늦춘다.
- 억제 장치는 도둑에게 차량이 도난당할 경우 붙잡힐 가능성이 더 높다는 것을 알려준다. 여기에는 다음이 포함된다.
  - 자동차 경보 시스템은 차량 침입으로 작동된다.
  - 마이크로도트 식별 태그는 차량의 개별 부품을 식별할 수 있도록 한다.
  - 창문에 다른 억제 장치에 대한 경고 표지, 때로는 허세로.
  - 차대번호 에칭은 부품의 재판매 가치를 낮추거나 재판매 위험을 높일 수 있다.

## 도난 차량 회수

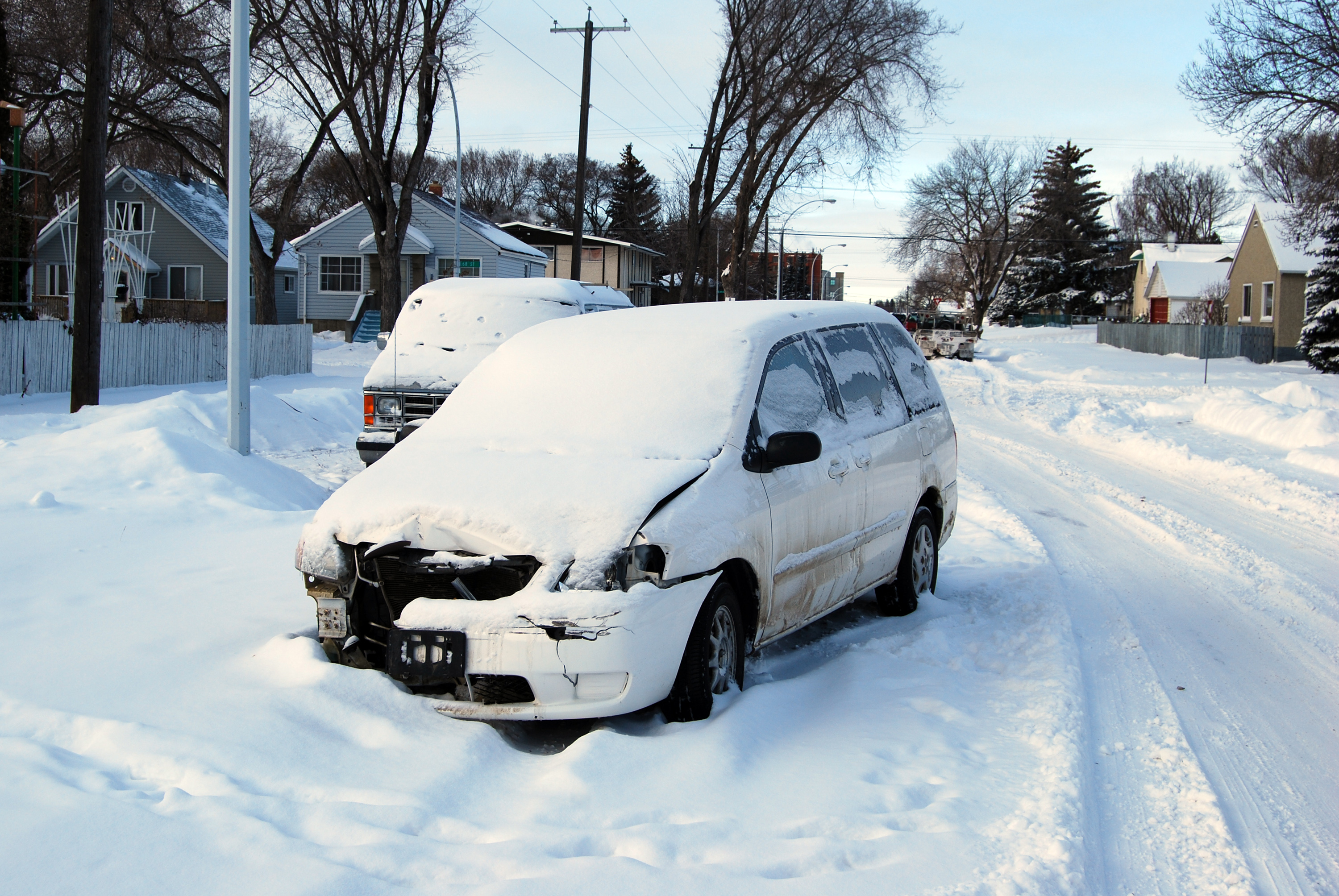
앨버타주 에드먼턴에서 즐거운 운전 후 깊은 눈 속에 버려진 차량

도난 차량의 회수율은 관할 경찰서가 회수에 들이는 노력과 회수 과정에 도움이 되도록 차량에 설치된 장치에 따라 달라진다.
경찰서는 도난 차량을 회수하기 위해 다양한 방법을 사용한다. 예를 들어, 순찰차 앞에 나타나는 차량에 대한 무작위 검사, 자동 번호판 인식 (ANPR)을 사용하여 거리 또는 주차장에 주차된 모든 차량에 대한 검사, 또는 소유자가 도난당했다고 신고한 모든 차량의 감시 목록을 유지하는 것 등이 있다. 경찰서는 또한 영국에서 StolenCar.com 또는 isitnicked.com을 통해 도난 차량의 위치에 대한 제보를 받는다.
영국에서 차량 및 운전 면허 관리국(DVLA)은 소비자 보호 및 사기 방지 목적으로 특정 회사에 차량 등록 정보를 제공한다. 이 정보는 경찰, 금융 및 보험 회사에서 제공하는 세부 정보로 보완될 수 있다. 이 데이터를 활용하는 회사에는 미국 카팩스, AutoCheck, CarCheck, 영국 Check Car Details, 독일 갭리스, 아일랜드 카텔이 있다. 이 회사들은 일반 대중과 자동차 거래를 위한 온라인 차량 조회 서비스를 제공하며, VinCheckFree는 전 세계 서비스를 제공한다.
차량 추적 시스템인 로잭, 자동 차량 위치 확인, 온스타 등은 지역 법 집행 기관이나 사설 업체가 차량의 위치를 추적할 수 있도록 한다. 마이크로도트 식별과 같은 다른 보안 장치는 차량의 개별 부품도 식별하고 잠재적으로 반환할 수 있도록 한다.

## 국가별 자동차 절도

### 통계
범죄학자 프랭크 E. 헤이건은 "자동차 절도 발생률에 가장 중요한 요소는 아마도 국가별 1인당 자동차 수일 것이다"라고 썼다. 유엔 마약 범죄 사무소에서 제공한 데이터에 따르면, 뉴질랜드는 2020년 10만 명당 954.0건으로 전 세계에서 상당히 큰 국가 중 가장 높은 자동차 절도율을 기록했다. 일부 도시에서는 더 높은 비율을 보였다. 예를 들어, 리치먼드는 2018년 자동차 절도율이 1,518.3이었다. 유엔 마약 범죄 사무소는 "국가 간 범죄 정의의 법적 차이나 범죄 집계 및 기록 방법의 차이 때문에 통계를 사용할 때 국가 간 비교는 신중하게 수행해야 한다"고 지적한다. 각 국가의 특정 지역 또는 동네의 범죄율은 전국 평균보다 높거나 낮을 수 있다. 더욱이 아래 표에 표시된 차량 절도율은 "인구 10만 명당"이므로, 차량 소유율이 낮은 국가에서는 차량 1대당 절도율이 비교적 높더라도 절도율이 낮게 나타날 수 있다.
| 국가                  | 인구 10만 명당 연간 자동차 절도 신고 건수 | 연도 |
| --------------------- | ----------------------------------------- | ---- |
| 알바니아              | 4.2                                       | 2022 |
| 알제리                | 13.5                                      | 2015 |
| 안도라                | 0.0                                       | 2014 |
| 앤티가 바부다         | 3.2                                       | 2022 |
| 아르헨티나            | 86.0                                      | 2015 |
| 아르메니아            | 1.7                                       | 2018 |
| 오스트레일리아        | 210.2                                     | 2022 |
| 오스트리아            | 34.9                                      | 2022 |
| 아제르바이잔          | 1.8                                       | 2020 |
| 바하마                | 100.0                                     | 2022 |
| 바레인                | 98.5                                      | 2008 |
| 방글라데시            | 0.7                                       | 2006 |
| 바베이도스            | 14.9                                      | 2022 |
| 벨라루스              | 5.9                                       | 2014 |
| 벨기에                | 78.6                                      | 2020 |
| 벨리즈                | 6.7                                       | 2022 |
| 버뮤다                | 1220.9                                    | 2016 |
| 볼리비아              | 23.1                                      | 2020 |
| 보스니아 헤르체고비나 | 6.4                                       | 2022 |
| 보츠와나              | 5.1                                       | 2020 |
| 브라질                | 81.1                                      | 2020 |
| 브루나이              | 45.3                                      | 2006 |
| 불가리아              | 22.2                                      | 2022 |
| 카보베르데            | 14.0                                      | 2018 |
| 카메룬                | 6.9                                       | 2015 |
| 캐나다                | 274.8                                     | 2022 |
| 칠레                  | 497.8                                     | 2022 |
| 콜롬비아              | 100.5                                     | 2022 |
| 코스타리카            | 87.2                                      | 2014 |
| 크로아티아            | 42.3                                      | 2022 |
| 키프로스              | 82.6                                      | 2016 |
| 체코                  | 33.0                                      | 2022 |
| 덴마크                | 20.3                                      | 2022 |
| 도미니카 연방         | 56.4                                      | 2022 |
| 도미니카 공화국       | 22.9                                      | 2022 |
| 에콰도르              | 80.5                                      | 2014 |
| 이집트                | 22.7                                      | 2011 |
| 엘살바도르            | 12.8                                      | 2022 |
| 잉글랜드 및 웨일스    | 189.9                                     | 2021 |
| 에스토니아            | 6.9                                       | 2022 |
| 에스와티니            | 28.8                                      | 2004 |
| 핀란드                | 99.3                                      | 2022 |
| 프랑스                | 252.4                                     | 2016 |
| 조지아                | 1.1                                       | 2007 |
| 독일                  | 59.0                                      | 2022 |
| 그리스                | 177.1                                     | 2022 |
| 그레나다              | 0.0                                       | 2022 |
| 과테말라              | 16.6                                      | 2016 |
| 기니                  | 0.5                                       | 2008 |
| 기니비사우            | 0.3                                       | 2014 |
| 가이아나              | 0.1                                       | 2022 |
| 온두라스              | 2.9                                       | 2022 |
| 홍콩                  | 10.2                                      | 2022 |
| 헝가리                | 32.3                                      | 2015 |
| 아이슬란드            | 5.9                                       | 2022 |
| 인도                  | 12.8                                      | 2013 |
| 인도네시아            | 10.4                                      | 2018 |
| 이란                  | 136.7                                     | 2004 |
| 아일랜드              | 81.8                                      | 2022 |
| 이스라엘              | 382.1                                     | 2022 |
| 이탈리아              | 213.0                                     | 2022 |
| 코트디부아르          | 7.9                                       | 2008 |
| 자메이카              | 21.6                                      | 2015 |
| 일본                  | 11.0                                      | 2022 |
| 요르단                | 3.7                                       | 2022 |
| 카자흐스탄            | 21.2                                      | 2015 |
| 케냐                  | 0.4                                       | 2022 |
| 코소보                | 6.9                                       | 2020 |
| 쿠웨이트              | 1.6                                       | 2009 |
| 키르기스스탄          | 6.5                                       | 2020 |
| 라트비아              | 27.4                                      | 2022 |
| 레바논                | 160.3                                     | 2014 |
| 레소토                | 21.8                                      | 2009 |
| 리히텐슈타인          | 35.6                                      | 2022 |
| 리투아니아            | 14.7                                      | 2022 |
| 룩셈부르크            | 370.6                                     | 2022 |
| 마카오                | 8.2                                       | 2022 |
| 마다가스카르          | 0.1                                       | 2015 |
| 말레이시아            | 310.4                                     | 2006 |
| 몰디브                | 222.1                                     | 2013 |
| 몰타                  | 58.1                                      | 2022 |
| 모리셔스              | 39.2                                      | 2011 |
| 멕시코                | 71.1                                      | 2022 |
| 몰도바                | 12.2                                      | 2020 |
| 모나코                | 324.9                                     | 2006 |
| 몽골                  | 7.0                                       | 2020 |
| 몬테네그로            | 5.3                                       | 2022 |
| 모로코                | 5.9                                       | 2022 |
| 미얀마                | 1.9                                       | 2022 |
| 네팔                  | 0.1                                       | 2006 |
| 네덜란드              | 152.7                                     | 2022 |
| 뉴질랜드              | 954.0                                     | 2020 |
| 니카라과              | 6.6                                       | 2010 |
| 나이지리아            | 1.2                                       | 2013 |
| 북마케도니아          | 25.7                                      | 2014 |
| 북아일랜드            | 138.0                                     | 2022 |
| 노르웨이              | 73.9                                      | 2022 |
| 오만                  | 2.5                                       | 2022 |
| 파키스탄              | 45.2                                      | 2022 |
| 팔레스타인            | 5.0                                       | 2022 |
| 파나마                | 20.5                                      | 2022 |
| 파라과이              | 64.8                                      | 2015 |
| 페루                  | 87.3                                      | 2022 |
| 필리핀                | 4.5                                       | 2018 |
| 폴란드                | 22.9                                      | 2022 |
| 포르투갈              | 78.8                                      | 2022 |
| 푸에르토리코          | 75.3                                      | 2022 |
| 카타르                | 12.9                                      | 2006 |
| 루마니아              | 26.6                                      | 2022 |
| 러시아                | 22.0                                      | 2020 |
| 세인트키츠 네비스     | 39.9                                      | 2022 |
| 세인트루시아          | 169.6                                     | 2022 |
| 스코틀랜드            | 94.3                                      | 2022 |
| 세네갈                | 0.0                                       | 2016 |
| 세르비아              | 8.0                                       | 2022 |
| 싱가포르              | 1.7                                       | 2022 |
| 슬로바키아            | 13.8                                      | 2022 |
| 슬로베니아            | 14.2                                      | 2022 |
| 대한민국              | 4.7                                       | 2022 |
| 스페인                | 50.6                                      | 2022 |
| 스리랑카              | 2.7                                       | 2018 |
| 세인트빈센트 그레나딘 | 17.3                                      | 2022 |
| 수리남                | 4.2                                       | 2022 |
| 스웨덴                | 160.9                                     | 2022 |
| 스위스                | 216.9                                     | 2022 |
| 시리아                | 2.8                                       | 2018 |
| 상투메 프린시페       | 0.0                                       | 2011 |
| 타지키스탄            | 0.6                                       | 2011 |
| 탄자니아              | 11.0                                      | 2015 |
| 태국                  | 2.0                                       | 2022 |
| 트리니다드 토바고     | 36.1                                      | 2020 |
| 튀르키예              | 38.7                                      | 2020 |
| 투르크메니스탄        | 0.0                                       | 2006 |
| 우간다                | 3.8                                       | 2016 |
| 우크라이나            | 10.2                                      | 2020 |
| 아랍에미리트          | 5.3                                       | 2022 |
| 미국                  | 291.3                                     | 2022 |
| 우루과이              | 430.7                                     | 2022 |
| 바티칸 시국           | 0.0                                       | 2022 |
| 예멘                  | 4.2                                       | 2009 |
| 짐바브웨              | 3.5                                       | 2008 |

### 유럽
유로폴에 따르면, 2023년에는 독일, 폴란드, 포르투갈, 세르비아에서 자동차 범죄 조직이 가장 활발하게 활동했으며, 세르비아는 대부분의 도난 차량이 보관되고 복제된 후 배송 및 판매되는 국가였다.

### 미국
FBI는 2019년에 가장 많은 자동차 절도가 발생한 도시가 로스앤젤레스, 샌안토니오, 라스베이거스, 피닉스, 디트로이트라고 보고했다.

## 같이 보기
- 자전거 절도
- 컨테이너리제이션#위험
- 휘발유 절도
- 그랜드 테프트 오토 – 차량 절도를 중심으로 한 비디오 게임 시리즈
- 2020년~2022년 촉매 변환기 도난